# 江東区立深川小学校
江東区立深川小学校（こうとうくりつ ふかがわしょうがっこう）は、東京都江東区高橋にある公立小学校。1873年に第６番小学校として創立され、御成門小や番町小、愛日小、湯島小、台東育英小などと共に長い歴史を遡れる。
全校生徒数297名（1年45名・2年46名・3年59名・4年45名・5年47名・6年55名、2011年度）であり、全学級数は２学級である。

## 沿革
- 1873年（明治6年）12月1日[1] - 森下2丁目22番9号の長慶寺[2]に、第6中学区第六番小学校として開校。
- 1905年（明治38年）11月6日 - 校旗・校章制定[3]。

## 交通
- 都営地下鉄大江戸線・新宿線森下駅（A6出口）から、徒歩2分
- 東京メトロ半蔵門線・都営地下鉄大江戸線清澄白河駅から、徒歩5分。
- 都営バス
  - 「門33」系統（豊海水産埠頭・亀戸線）で、
    - 「高橋」停留所下車後、徒歩3分[3]。
    - 「森下駅前」停留所下車後、徒歩5分[3]。

  - 「錦11」系統（築地・錦糸町線）で、「森下駅前」停留所下車後、徒歩5分[3]。

## 出身者
- 伊東深水（日本画家、浮世絵師）
- 関根正二（洋画家）